# Región del Maule
La región del Maule (del mapudungún: maw lew(vü) ‘río de lluvia’) corresponde a la séptima de las dieciséis regiones en que se divide la República de Chile. Su capital es Talca, ciudad ubicada en el centro de la región. Ubicada en el centro del país, limita al norte con la región de O'Higgins, al este con las provincias de Mendoza y Neuquén pertenecientes a Argentina, al sur con la región de Ñuble y al oeste con el océano Pacífico. Con 1.162.641 habitantes es la cuarta región más poblada del país, por detrás de las regiones Metropolitana de Santiago, Valparaíso y Biobío.
El nombre de la región proviene del río Maule, cuya cuenca ocupa gran parte de la superficie regional. Cuenta con una superficie de 30.269,1 km² y una población de 1.123.008 habitantes, según el INE. La región está compuesta por las provincias de Cauquenes, Curicó, Linares y Talca, y la capital regional es la ciudad de Talca. Cada 30 de julio se celebra el «Día de la Región del Maule».
Su principal centro urbano es la ciudad de Talca con 220.357 habitantes, seguida de Curicó con 149.136 habitantes, según el censo chileno de 2017.

## Símbolos oficiales

### Bandera
La bandera y el escudo de la Región del Maule son los símbolos de esta región, aunque solo este último es oficial.

### Escudo
Es el emblema oficial de la región y de su gobierno está vigente desde el 30 de julio de 2002.
El emblema regional consta de un escudo español acinturado cuartelado con bordura en azur:
- Primer cuartel: en campo de plata, un roble en su color. (árbol de hualo representativo de la zona)
- Segundo cuartel: en campo de oro un libro en su color sobre el que hay una pluma de plata. (En honor de varios escritores regionales (Max Jara, Pablo Neruda, etc.).
- Tercer cuartel: en campo de gules cuatro líneas de plata fajadas quebradas en chevrón (representan las montañas de la Cordillera de los Andes.
- Cuarto cuartel: un campo de sinople sobre ondas marinas en azur y plata.

Adornando el escudo una divisa de oro suscrita con el lema: "Maule"

### Himno
La región cuenta con un himno oficial que hace alegoría a la tradición rural y a su importancia dentro del periodo de la independencia del país.

## Gobierno y administración

### División político-administrativa
La región del Maule, que tiene por capital a la ciudad de Talca, para efectos del gobierno y administración interior, se divide en cuatro provincias.
- Provincia de Cauquenes, capital Cauquenes.
- Provincia de Curicó, capital Curicó.
- Provincia de Linares, capital Linares.
- Provincia de Talca, capital Talca.

Estas cuatro provincias se subdividen en 30 comunas ―Cauquenes, Chanco, Pelluhue, Curicó, Hualañé, Licantén, Molina, Rauco, Romeral, Sagrada Familia, Teno, Vichuquén, Colbún, Linares, Longaví, Parral, Retiro, San Javier de Loncomilla, Villa Alegre, Yerbas Buenas, Constitución, Curepto, Empedrado, Maule, Pelarco, Pencahue, Río Claro, San Clemente, San Rafael y Talca―.
| \| Provincia \| Capital \| Comuna \| \| --------- \| --------- \| --------------- \| \| Cauquenes \| Cauquenes \| Cauquenes \| \| Cauquenes \| Cauquenes \| Chanco \| \| Cauquenes \| Cauquenes \| Pelluhue \| \| Curicó \| Curicó \| Curicó \| \| Curicó \| Curicó \| Hualañé \| \| Curicó \| Curicó \| Licantén \| \| Curicó \| Curicó \| Molina \| \| Curicó \| Curicó \| Rauco \| \| Curicó \| Curicó \| Romeral \| \| Curicó \| Curicó \| Sagrada Familia \| \| Curicó \| Curicó \| Teno \| \| Curicó \| Curicó \| Vichuquén \| \| Linares \| Linares \| Colbún \| \| Linares \| Linares \| Linares \| \| Linares \| Linares \| Longaví \| \| Linares \| Linares \| Parral \| \| Linares \| Linares \| Retiro \| \| Linares \| Linares \| San Javier \| \| Linares \| Linares \| Villa Alegre \| \| Linares \| Linares \| Yerbas Buenas \| \| Talca \| Talca \| Constitución \| \| Talca \| Talca \| Curepto \| \| Talca \| Talca \| Empedrado \| \| Talca \| Talca \| Maule \| \| Talca \| Talca \| Pelarco \| \| Talca \| Talca \| Pencahue \| \| Talca \| Talca \| Río Claro \| \| Talca \| Talca \| San Clemente \| \| Talca \| Talca \| San Rafael \| \| Talca \| Talca \| Talca \| | Cauquenes Chanco Pelluhue Curicó Hualañé Licantén Molina Rauco Romeral Sagrada Familia Teno Vichuquén Colbún Linares Longaví Parral Retiro San Javier de Loncomilla Villa Alegre Yerbas Buenas Constitución Curepto Empedrado Maule Pelarco Pencahue Río Claro San Clemente San Rafael Talca |                 |
| Provincia | Capital | Comuna          |
| Cauquenes | Cauquenes | Cauquenes       |
| Cauquenes | Cauquenes | Chanco          |
| Cauquenes | Cauquenes | Pelluhue        |
| Curicó | Curicó | Curicó          |
| Curicó | Curicó | Hualañé         |
| Curicó | Curicó | Licantén        |
| Curicó | Curicó | Molina          |
| Curicó | Curicó | Rauco           |
| Curicó | Curicó | Romeral         |
| Curicó | Curicó | Sagrada Familia |
| Curicó | Curicó | Teno            |
| Curicó | Curicó | Vichuquén       |
| Linares | Linares | Colbún          |
| Linares | Linares | Linares         |
| Linares | Linares | Longaví         |
| Linares | Linares | Parral          |
| Linares | Linares | Retiro          |
| Linares | Linares | San Javier      |
| Linares | Linares | Villa Alegre    |
| Linares | Linares | Yerbas Buenas   |
| Talca | Talca | Constitución    |
| Talca | Talca | Curepto         |
| Talca | Talca | Empedrado       |
| Talca | Talca | Maule           |
| Talca | Talca | Pelarco         |
| Talca | Talca | Pencahue        |
| Talca | Talca | Río Claro       |
| Talca | Talca | San Clemente    |
| Talca | Talca | San Rafael      |
| Talca | Talca | Talca           |

### Autoridades
La administración de la región del poder ejecutivo radica en el Gobierno Regional del Maule, constituido por el Gobernador del Maule y por el Consejo Regional, además de contar con la presencia del Delegado Presidencial regional del Maule y a tanto el Delegado Presidencial Provincial de Curicó, el Delegado Presidencial Provincial de Linares y el Delegado Presidencial Provincial de Cauquenes, representantes del gobierno central del país.
Para los efectos de la administración local, las provincias están divididas a su vez en 30 comunas ―Cauquenes, Chanco, Pelluhue, Curicó, Hualañé, Licantén, Molina, Rauco, Romeral, Sagrada Familia, Teno, Vichuquén, Colbún, Linares, Longaví, Parral, Retiro, San Javier de Loncomilla, Villa Alegre, Yerbas Buenas, Constitución, Curepto, Empedrado, Maule, Pelarco, Pencahue, Río Claro, San Clemente, San Rafael y Talca― en total regidas por su respectiva municipalidad.
El poder legislativo se encuentra representado y dividido territorialmente a través de la 9.º circunscripción del Senado de Chile constituido por cinco senadores y tanto el 17.º distrito electoral -compuesto por siete diputados- y el 18.º distrito electoral de la Cámara de Diputados -compuesto por cuatro diputados-, los cuales representan a los ciudadanos de la región.

#### Gobernador Regional
- Pedro Álvarez-Salamanca Ramírez (UDI)

#### Delegado Presidencial Regional
- Humberto Aqueveque Díaz (PS)

#### Delegado Presidencial Provincial
- Cauquenes: Claudio Merino Neira (PPD)
- Curicó: José Patricio Correa Sánchez (PR)
- Linares: Aly Valderrama Villarroel (PCCh)

#### Alcaldes
| Comuna       | Alcalde                    | Partido  | Comuna          | Alcalde                     | Partido |
| ------------ | -------------------------- | -------- | --------------- | --------------------------- | ------- |
| Cauquenes    | Jorge Muñoz Saavedra       | Ind-RN   | Pelluhue        | María Luz Reyes Orellana    | Ind-DC  |
| Chanco       | Marcelo Waddigton Guajardo | PR       | Pencahue        | José Miguel Tobar Aravena   | Ind-PR  |
| Colbún       | Pedro Pablo Muñoz Oses     | Ind.     | Rauco           | Claudia Medina Hernández    | Ind-DC  |
| Constitución | Carlos Valenzuela Gajardo  | Ind-UDI  | Retiro          | Rafael Ramírez Parra        | RN      |
| Curepto      | Fernando Alcántara Barrios | Ind-UDI  | Río Claro       | Américo Guajardo Oyarce     | RN      |
| Curicó       | George Bordachar Sotomayor | Ind.     | Romeral         | José Antonio Arellano Lynch | RN      |
| Empedrado    | Carlos Correa Miños        | Ind.     | Sagrada Familia | Osvaldo Jorquera Padilla    | UDI     |
| Hualañé      | Carolina Muñoz Núñez       | DC       | San Clemente    | Juan Rojas Vergara          | Ind.    |
| Licantén     | Claudio Reyes Fuenzalida   | Ind.     | San Javier      | Jorge Silva Sepulveda       | DC      |
| Linares      | Mario Meza Vásquez         | RN       | San Rafael      | Basilio Pérez Díaz          | Ind.    |
| Longaví      | Jaime Briones Jorquera     | Ind-PS   | Talca           | Juan Carlos Díaz Avendaño   | RN      |
| Maule        | Pablo Luna Amigo           | DC       | Teno            | Wildo Farías González       | Ind.    |
| Molina       | Felipe Méndez Guzmán       | Ind.     | Vichuquén       | Patricio Rivera Bravo       | Ind-RN  |
| Parral       | Patricio Ojeda Alarcón     | Ind-PRCh | Villa Alegre    | Arturo Palma Vilches        | Ind.    |
| Pelarco      | Boris Cabrera Lazo         | Ind.     | Yerbas Buenas   | Jonathan Norambuena Barros  | Ind-UDI |

#### Parlamentarios

##### Senadores
| Circunscripción | Senadores | Partido           |
| --------------- | --- | ----------------- |
| 9               | Juan Castro Prieto Juan Antonio Coloma Correa Rodrigo Galilea Vial Ximena Rincón González Paulina Vodanovic Rojas | PSC UDI RN DEM PS |

##### Diputados
| Distrito | Diputados | Partido                            | Distrito | Diputados                                                                                | Partido                  |
| -------- | --- | ---------------------------------- | -------- | ---------------------------------------------------------------------------------------- | ------------------------ |
| 17       | Francisco Pulgar Castillo Hugo Rey Martínez Benjamín Moreno Bascur Alexis Sepúlveda Soto Jorge Guzmán Zepeda Felipe Donoso Castro Roberto Celedón Fernández | Ind-PDC RN PRCh PR EVOP UDI Ind-FA | 18       | Jaime Naranjo Ortíz Paula Labra Besserer Consuelo Veloso Ávila Gustavo Benavente Vergara | Ind-PS Ind-RN Ind-FA UDI |

#### Secretarías regionales ministeriales
| Hacienda                            | Sin Secretaría Regional    | Sin Secretaría Regional |
| Seguridad Pública                   | María José Gómez Castillo  |                         |
| Gobierno                            | Nataly Rojas Seguel        | FA                      |
| Economía, Fomento y Turismo         | Javiera Vivanco Ibáñez     | PCCh                    |
| Desarrollo Social y Familia         | Sandra Lastra Morales      | PS                      |
| Educación                           | Juan Muñoz Barrios (s)     | PPD                     |
| Justicia y Derechos Humanos         | José González Gaete        | FRVS                    |
| Trabajo y Previsión Social          | Maribel Torrealba Retamal  | FA                      |
| Obras Públicas                      | Renzo Casas-Cordero Guerra | PR                      |
| Salud                               | María Icaza Noguera        | Ind.                    |
| Vivienda y Urbanismo                | Pablo Campos Banus         | Ind.                    |
| Bienes Nacionales                   | César Concha Gatica        | PS                      |
| Agricultura                         | Ana Muñoz Muñoz            | FRVS                    |
| Minería                             | Sin Secretaría Regional    | Sin Secretaría Regional |
| Transportes y Telecomunicaciones    | Guillermo Ceroni Fuentes   | PPD                     |
| Energía                             | Erika Ubilla González      | FA                      |
| Medio Ambiente                      | Daniela de la Jara Moreira | AH                      |
| Deporte                             | Iván Sepúlveda Sepúlveda   | FA                      |
| Mujer y Equidad de Género           | Claudia Morales Courtin    | Ind.                    |
| Culturas, las Artes y el Patrimonio | Ángela Campos Hernández    | PS                      |

## Geografía
Su territorio ocupa una superficie de 30 269 km², por lo que su extensión puede compararse con la de países como Lesoto o Bélgica.
El relieve de la región se divide en las siguientes zonas geomorfológicas: cordillera de los Andes, depresión intermedia, cordillera de la Costa y planicies Litorales.
Los Andes presentan una altitud promedio de 3500 m s. n. m. Sus máximas alturas son: el volcán Azufre (4113 m s. n. m.), el cerro Campanario (4049 m s. n. m.), el volcán Planchón (3977 m s. n. m.), el volcán Descabezado Grande (3830 m s. n. m.), el cerro Azul (3788 m s. n. m.) y el volcán San Pedro-Pellado (3621 m s. n. m.). Sigue presente el sector precordillerano, iniciado en San Fernando. En esta última zona se encuentran sectores turísticos como el parque nacional Radal Siete Tazas o la reserva nacional Altos de Lircay.
La depresión intermedia, también conocida como llano central, se encuentra entre la cordillera de los Andes y la cordillera de la Costa, con el aspecto de una planicie suavemente ondulada, que ha sido rellenada con sedimentos provenientes del vulcanismo, la acción fluvial y los procesos glaciares.
La cordillera de la Costa se presenta con una altitud promedio de 500 m s. n. m., siendo sus mayores alturas los cerros Gupo (879 m s. n. m.), Name (824 m s. n. m.) y Cerro de Piedra (786 m s. n. m.). En ella hay presencia de actividades silvoagropecuarias y forestales. Al sur del río Maule, esta macroforma se divide en cordones que van paralelamente formando entre ellos distintos tipos de valles. En tanto, las planicies litorales son extensas y dan vida a actividades como la pesca en el sector de Constitución. En el litoral desembocan ríos como el Mataquito y el Maule y existen lagos como el Vichuquén, atractivo para el sector turístico. Asimismo, en el borde marino existen numerosos centros de veraneo que son polos de atracción para gran cantidad de turistas, tanto del interior de la región, como de otras regiones. Entre ellos, destacan: Iloca, Constitución, Pelluhue y Curanipe.

### Hidrografía
La Región del Maule cuenta con varios sistemas hidrográficos: la cuenca del río Mataquito al norte, la cuenca del río Maule en el centro y dos sectores que comprenden varias cuencas costeras respectivamente: las cuencas costeras entre los ríos Mataquito y Maule (al norte de la desembocadura del Maule) y las cuencas costeras entre río Maule y límite regional (al sur de la desembocadura del mismo).
El río Mataquito es de régimen mixto y sus afluentes son el río Teno y el río Lontué. Tiene una hoya hidrográfica de 6200 km² de superficie y el caudal medio es de 153 m³/s. Desemboca en el mar al sur de la lago Vichuquén. Sus aguas son utilizadas para el regadío de cultivos en el valle, abarcando una superficie de regadío de 100 000 hectáreas.
El río Maule es uno de los más importantes en el país. Su hoya hidrográfica abarca una superficie de 20 300 km² y posee un caudal medio de 467 m³/s. Nace en la Cordillera de los Andes y tiene como tributarios en su curso superior a los ríos Puelche, Los Cipreses, Claro y Melado; en el Valle Longitudinal tiene como afluentes el río Loncomilla, para finalmente desembocar en el mar en Constitución con un ancho de 200 m.
Las aguas del Maule son utilizadas para el riego de los terrenos agrícolas, pero su importancia mayor está dada en su aprovechamiento para la producción de energía hidroeléctrica en la central Cipreses (101 400 kW de potencia), la Central Isla (68 000 kW de potencia), la Central Curillinque (89 000  kW de potencia), la Central Loma Alta (40 000  kW de potencia).
Al mismo tiempo y antes que el río Maule ingrese al complejo hidroeléctrico Colbún-Machicura, producto de una gran obra de ingeniería se encuentra la Central Pehuenche de 500 000 kW de potencia instalada.
Cabe destacar el embalse Colbún, cuya central hidroeléctrica de Colbún tiene una potencia instalada de 400 000 kW, además de la central Machicura con una potencia instalada de 90 000 kW la cual aumenta significativamente la superficie de riego en la región.
Las cuencas costeras tienen varios cauces de corto trayecto como el río Huenchullami, el estero Putú, el río Chovellen, el río Curanipe, el río Reloca, el río Pinotalca y otros. Estos y otros cauces han creado varios humedales de gran importancia ecológica.
La Región ha sido favorecida con varios baños termales para la regeneración y el esparcimiento de sus visitantes. Estos son los baños Campanario en el río Campanario, baños de Longaví, baños Maule y los baños de Catillo. Los baños de Chanqueahue fluyen en la cuenca del río Maule, pero pertenecen políticamente a la Región de O'Higgins.

### Clima
La Región del Maule presenta clima mediterráneo templado de estación seca y lluviosa de igual duración, la cual marca el inicio de la zona centro sur de Chile. Los veranos son comúnmente cálidos y secos, al contrario de los inviernos que suelen ser lluviosos y frescos, con frecuentes heladas influidos por el efecto continental.
Las precipitaciones van desde 700 mm en los valles hasta 2140 mm en la cordillera maulina.
Las medias generales de temperatura en verano es 20 °C que muestra gran cantidad de días soleados y gran cantidad de horas de luz. Los inviernos son templados con temperaturas medias de 7 °C en los valles, pudiendo llegar a temperaturas como -5 °C en ciudades como Talca o Linares. La nieve es común en los sectores precordilleranos y cordilleranos, las cuales son el principal afluente de riego, para la agricultura durante el periodo estival.
| Parámetros climáticos promedio de Talca | Parámetros climáticos promedio de Talca | Parámetros climáticos promedio de Talca | Parámetros climáticos promedio de Talca | Parámetros climáticos promedio de Talca | Parámetros climáticos promedio de Talca | Parámetros climáticos promedio de Talca | Parámetros climáticos promedio de Talca | Parámetros climáticos promedio de Talca | Parámetros climáticos promedio de Talca | Parámetros climáticos promedio de Talca | Parámetros climáticos promedio de Talca | Parámetros climáticos promedio de Talca | Parámetros climáticos promedio de Talca |
| Mes                                     | Ene.                                    | Feb.                                    | Mar.                                    | Abr.                                    | May.                                    | Jun.                                    | Jul.                                    | Ago.                                    | Sep.                                    | Oct.                                    | Nov.                                    | Dic.                                    | Anual                                   |
| --------------------------------------- | --------------------------------------- | --------------------------------------- | --------------------------------------- | --------------------------------------- | --------------------------------------- | --------------------------------------- | --------------------------------------- | --------------------------------------- | --------------------------------------- | --------------------------------------- | --------------------------------------- | --------------------------------------- | --------------------------------------- |
| Temp. máx. media (°C)                   | 33.3                                    | 32.5                                    | 28.8                                    | 21.5                                    | 15.4                                    | 8.4                                     | 7.1                                     | 8.3                                     | 11.1                                    | 17.6                                    | 25.4                                    | 29.7                                    | 21.7                                    |
| Temp. mín. media (°C)                   | 21.4                                    | 20.9                                    | 17.8                                    | 7.5                                     | 6.3                                     | 2.1                                     | 0.2                                     | 0.5                                     | 3.8                                     | 6.6                                     | 12.6                                    | 18.9                                    | 8.1                                     |
| Precipitación total (mm)                | 4                                       | 3.9                                     | 13.3                                    | 33.8                                    | 115.8                                   | 146.2                                   | 155.1                                   | 85.9                                    | 53.1                                    | 34.3                                    | 19.4                                    | 11.5                                    | 676.2                                   |
| Fuente: CITRA                           |                                         |                                         |                                         |                                         |                                         |                                         |                                         |                                         |                                         |                                         |                                         |                                         |                                         |

### Hitos geográficos
| Montañas - Volcán Peteroa, 4084 m s. n. m. - Volcán Planchón, 3997 m s. n. m. - Vn Descabezado Grande, 3830 m s. n. m. - Co Torre de Santa Elena, 3820 m s. n. m. - Vn Descabezado Chico, 3750 m s. n. m. - Volcán San Pedro, 3621 m s. n. m. - Nevado de Longaví, 3242 m s. n. m. - Volcán Quizapú, 2928 m s. n. m. - Laguna del Maule (volcán), 2400 m s. n. m. | Ríos - Río Maule - Río Teno - Río Longaví - Río Achibueno - Río Loncomilla - Río Claro - Río Mataquito - Río Perquilauquén | Otros cuerpos de agua - Lago Vichuquén - Laguna del Maule - Lago Colbún - Complejo hidroeléctrico Colbún-Machicura - Lagunas de Teno - Embalse Tutuvén - Embalse Digua - Laguna Dial - Embalse Bullileo |

## Demografía
Según estimaciones del Instituto Nacional de Estadísticas (INE) en 2024, la Región del Maule consta de una población cercana a 1.123.008 de habitantes. La ciudad más poblada de la región es Talca (232.131 hab.), seguida por Curicó (159.968 hab.) y Linares (96.744 hab.)
Otras ciudades pobladas son. San Javier ( 49.559 hab.), Molina (48.949 hab.), San Clemente (47.380 hab.), Constitucion (47.004 hab.), Parral (45.323 hab.), y Cauquenes (42.798 hab.).[cita requerida]
Densidad de población
La densidad media de la Región del Maule es de 34,49 hab/km², con áreas menos densas hacia la cordillera maulina, y áreas más densas en los valles centrales del Maule.
Composición por edad y sexo
Según la pirámide de composición de la población menor de 15 años gana más importancia, que los adultos.[cita requerida]
Natalidad, mortalidad y esperanza de vida
La tasa anual de crecimiento en el Maule es de 1,06 %, esta baja cifra se debe a la baja tasa de natalidad de la región. La esperanza de vida media en el Maule es de 76,3 años[cita requerida]

## Medios de transporte

### Carreteras
La principal carretera que conecta la Región del Maule con las demás regiones del país es la ruta 5 Sur, que pasa por las provincias de Curicó, Talca y Linares, en sus tramos Autopista del Maipo y Autopista del Maule.
Otras rutas importantes que pasan por esta zona son la Ruta CH-126, llamada Ruta de los Conquistadores, que nace cerca de San Javier y pasa por Cauquenes y termina en Quirihue; la Ruta CH-115, ruta internacional que lleva al Paso Pehuenche; la Ruta CH-128 (Cauquenes-Parral), entre otras.
La región tiene dos pasos fronterizos: el Paso Vergara, con camino ripiado abierto en temporada veraniega en la provincia de Curicó, y el Paso Pehuenche, con camino completamente pavimentado y abierto todo el año en la provincia de Talca.

### Ferrocarriles
La red de ferrocarriles en el Maule depende de la empresa EFE (Empresas de Ferrocarriles del Estado), esta empresa estatal es la encargada del transporte de carga y pasajeros.
En la Región del Maule hay estaciones de trenes en Curicó, Molina, Talca, San Javier, Linares y Parral. Además del Ramal Talca-Constitución.

### Buses
Terminales de buses ubicados en las cuatro capitales provinciales de la región son los siguientes
- Curicó: Terminal rural y Tur Bus

- Talca: Terminal Lorenzo Varoli y Tur Bus.

- Linares: Terminal rural, Pullman Bus y Linatal.

- Cauquenes: Terminal rodoviario

## Economía
La economía de esta región es especializada en las actividades silvoagropecuarias, que aportan más de un 32 % del producto geográfico bruto regional, y en la generación eléctrica.
Los cultivos tradicionales, como el trigo y las papas, han presentado un decrecimiento en beneficio de los cultivos industriales, como es la remolacha. Otro cultivo de gran desarrollo regional es el arroz.
La fruticultura se desenvuelve en condiciones climáticas privilegiadas. Del total de la superficie regional destinada a frutales, un 90 % corresponde a huertos industriales, con especies como manzanas rojas y verdes, peras, cerezas y uva de mesa. También en la Región del Maule se encuentra el 40 % de la superficie plantada de viñas y parronales del país.
En el área de la silvicultura, la región se caracteriza por la exportación de bosque en pie (madera sin elaboración, tales como rollizos y metro ruma) y por productos industrializados. En este rubro, la Planta Licancel de la empresa Celulosa Arauco y Constitución ha significado un estímulo para la producción de madera en la región.
La actividad industrial es un rubro importante, porque fluctúa entre el segundo y tercer lugar del producto interno bruto regional. En el ámbito pesquero, la pesca se practica sobre todo para el auto-consumo y tiene carácter artesanal.
La energía es una fuente de actividad importante. En la región existen siete plantas de generación eléctrica, tanto hidroeléctricas como termoeléctricas, las que en conjunto tienen una capacidad de producir, aproximadamente, unos 4952,3 GWh, lo que la convierte en el primer generador nacional de electricidad.
En 2018, la cantidad de empresas registradas en la región del Maule fue de 24.495. El Índice de Complejidad Económica (ECI) en el mismo año fue de 0,03, mientras que las actividades económicas con mayor índice de Ventaja Comparativa Revelada (RCA) fueron Reciclaje de Vidrio (37,87), Extracción de Minerales de Uranio y Torio (37,87) y Cultivo de Fibras Vegetales Industriales (37,87).

## Relaciones internacionales
La Región del Maule es sede de una serie de instituciones de relaciones internacionales, tales como la Unidad Regional de Asuntos Internacionales (URAI) del Gobierno Regional del Maule en Talca, encargada del análisis y gestión de las relaciones bilaterales y multilaterales de la región con América Latina y el resto del mundo, la Unidad Regional de Promoción y Atracción de Inversiones, la oficina regional en Talca del Servicio Nacional de Migraciones, la oficina regional en Talca de la Dirección General de Promoción de Exportaciones (ProChile), el Departamento de Migraciones y Policía Internacional de la Policía de Investigaciones en Talca, Curicó, Constitución, Linares y Cauquenes, y las Oficinas Migrante en los siguientes municipios de la región:
- Oficina Migrante de la Municipalidad de Curicó.
- Oficina Migrante de la Municipalidad de Molina.
- Oficina Migrante de la Municipalidad de Talca.
- Oficina Migrante de la Municipalidad de San Javier.
- Oficina Migrante de la Municipalidad de Linares.
- Oficina Migrante de la Municipalidad de Cauquenes.

En materia de internacionalización en educación superior, los principales actores dentro de la Región del Maule son la Dirección de Relaciones Internacionales de la Universidad de Talca y la Dirección de Relaciones Nacionales e Internacionales de la Universidad Católica del Maule.

### Consulados en Talca
| - Austria (Consulado Honorario) - España (Consulado Honorario) - Marruecos (Consulado Honorario) | - Indonesia (Consulado Honorario) - Italia (Viceconsulado Honorario) |

### Consulados en Curicó
| - España (Consulado Honorario) |

### Consulados en San Javier
- Montenegro (Consulado Honorario)

## Sanidad
El Servicio de Salud del Maule es el órgano encargado de la salud en el Maule. Depende del Ministerio de Salud a través de la Subsecretaría de Redes Asistenciales.
Su principal función es gestionar la red de salud en la Región del Maule, la que está compuesta por 13 hospitales y 30 departamentos de salud.
El SSM fue creado por el Decreto Ley N.º 2763 del 3 de agosto de 1979, cuando se puso en funcionamiento el Sistema Nacional de Servicios de Salud, pero entró en vigencia el 1 de agosto de 1980.

## Personas destacadas
- Arturo Alessandri
- Sótero del Río
- Carlos Díaz Loyola (Pablo de Rokha)
- Esmeralda González Letelier (Guadalupe del Carmen)
- Carlos Ibáñez del Campo
- Mario Kreutzberger (Don Francisco)
- Valentín Letelier
- Margot Loyola
- Pablo Neruda
- Hernán Rivera Letelier
- Raúl Silva Henríquez
- Antonio Varas
- Luis Cruz Martínez
- Eleodoro Campos

## Gastronomía
La gastronomía maulina tiene gran influencia criolla, entre los platos más característicos están las humitas, el pastel de choclo, el tomaticán y el charquicán. Estos platos son típicos del verano, que se caracteriza por la gran producción de maíz, tomates y verduras en general.
En invierno al ser el clima más frío y húmedo se prefieren alimentos calientes y calóricos como, por ejemplo, el asado de cordero, las empanadas chilenas, cazuela, carbonada y los porotos.

## Universidades
La región cuenta con dos grandes universidades: Universidad de Talca y la Universidad Católica del Maule, ambas pertenecientes al Consejo de Rectores. Tanto la Universidad de Talca como la Universidad Católica del Maule tienen su campus central en Talca, aunque cuentan con sedes en Curicó y Linares. Según la clasificación anual que efectúa el diario La Tercera, la Universidad de Talca es la octava mejor universidad del país dando a la ciudad de Talca una relevancia no menor en las actividades de desarrollo académico a nivel nacional.
Además, dentro de la región existen sedes de otras universidades privadas de menor tamaño como la Autónoma, Los Lagos, Arturo Prat, Bolivariana y Santo Tomás, a los que se le suman Centros de Formación Técnica, Institutos Profesionales, entre otros.
En términos de cifras, en 2024 la región contó con 61.037 personas matriculadas en alguna institución de educación superior, siendo así la quinta a nivel nacional.

## Deportes
Todos los municipios cuentan con sus propios complejos deportivos municipales o privados. Mientras que el deporte más popular y practicado como en todo el territorio nacional es el fútbol, el ANFA Maule y las asociaciones locales de fútbol, son las encargadas de organizar el fútbol amateur y los diferentes campeonatos a nivel comunal y regional.
En el ámbito profesional y semiprofesional los equipos más importantes de la zona son Curicó Unido y Rangers de Talca de la Primera B y Deportes Linares de la Segunda División Profesional de Chile.
Otros deportes como en el basquetbol, el equipo más importante es el Español de Talca ganador de 1 torneo Dimayor y 3 Ligas Nacionales, también la ciudad de Curicó cuenta con un equipo de basquetbol Liceo Curicó, ex representativo de la ciudad en Dimayor y ahora jugando en la Libcentro A.
En relación con la infraestructura, la región cuenta con dos estadios «Clase B»: El Estadio Fiscal de Talca y el Estadio La Granja, pertenecientes al Instituto Nacional de Deportes (IND) y a la municipalidad de Curicó, respectivamente. Ambos son los más importantes de la región, albergando competiciones de atletismo, fútbol, rugby, entre otros.